# Waddesdon Manor
Waddesdon Manor je venkovská zámecká rezidence, která byla postavena pro barona Ferdinanda de Rothschilda (1839–1898) v letech 1874–1889 v hrabství Buckinghamshire v Anglii. Je umístěn v údolí Aylesbury, 10,6 km západně od Aylesbury. Je postaven v novorenesančním slohu, který kopíruje francouzské zámky v údolí řeky Loiry, realizací byl pověřen architekt Gabriel-Hipolyte Alexander Destailleur. Dnes rezidence náleží organizaci National Trust.

## Historie

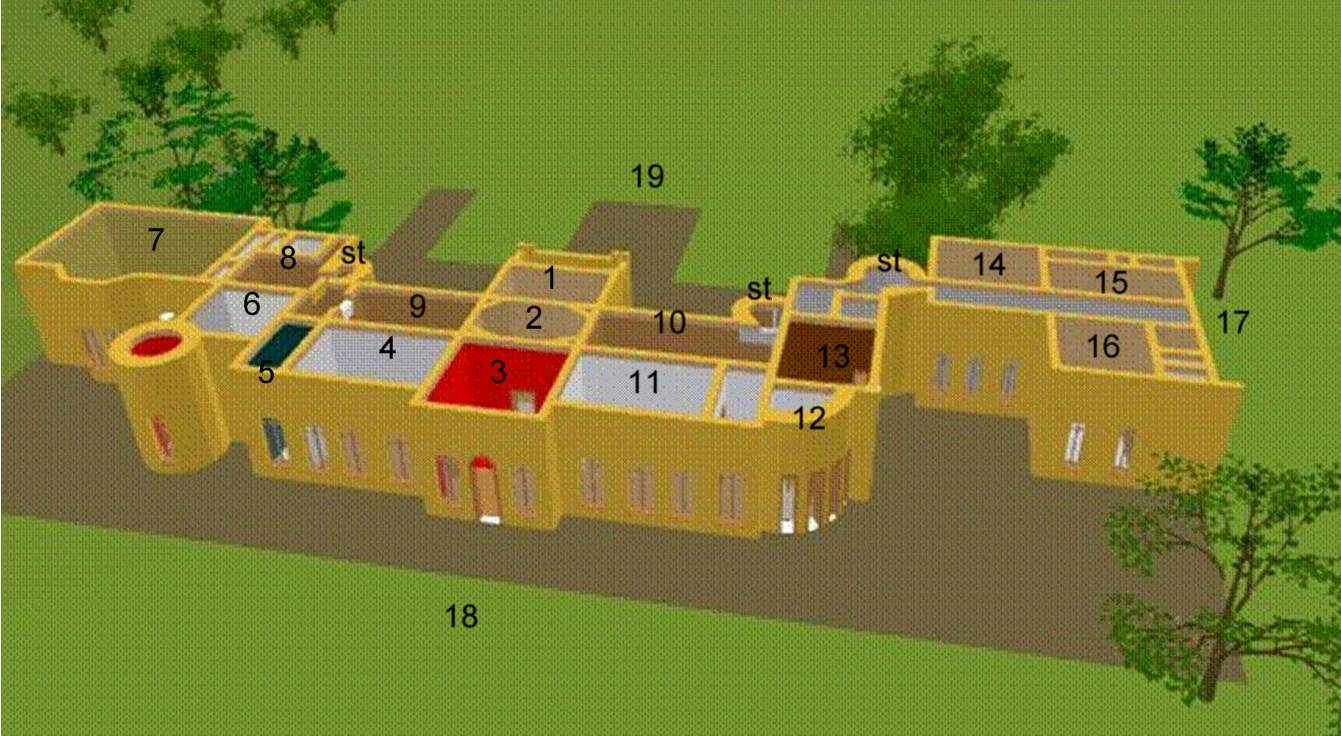
Plán přízemí Waddeston. 1: Vestibul; 2: Vstupní hala; 3: Červený přijímací pokoj; 4: Šedý přijímací pokoj; 5 : Knihovna; 6 : Baronův obývací pokoj; 7 : Ranní pokoj; 8: západní sál; 9: Západní obrazárna; 10: Východní obrazárna; 11: Jídelna; 12: Veranda; 13: Místnost pro snídani; 14: Kuchyň; 15: Pokoje služebnictva; 16: Pokoje hospodyně; 17: Místo vyhrazené pro další část domu (není zakresleno); 18: Terasa a trávník; 19: Severní vozovka, St: schodiště.

Doba, ve které vznikl Waddeson Manor, spadá do druhé poloviny vlády královny Viktorie, jejíž vláda měla významný vliv na hospodářství, a tím i na umění ve Velké Británii. Viktoriánská epocha je jedna z nejdelších období vlády jednoho panovníka (monarchy) v novodobé historii. Velká Británie byla v té době na vrcholu své imperiální moci, říkalo se, že nad britským impériem slunce nezapadá. Byla to doba technické revoluce, zvláště v průmyslu. To znamená, že v zemi vládla stabilita a rostla prosperita (především vyšší třídy, ale také střední třídy), Velká Británie se stala největší světovou velmocí. S rostoucí prosperitou mnoho lidí zbohatlo a s bohatstvím vznikla potřeba jeho prezentace. Tak v letech 1855 až 1874 panoval v Anglii čilý stavební ruch. Jak šlechta tak i novodobí průmysloví zbohatlíci vydávali svá jmění na vlastní sídla a elegantní vesnická panství. V té době vyrůstaly domy dosud nevídaných rozměrů, které poukazovaly na další hospodářský a ekonomický rozvoj země a na neotřesitelnou víru, že současná situace se v nejbližší době nezmění. Zatímco staré šlechtické rody stavěly své rezidence (paláce) v novogotickém slohu nebo ve viktoriánském slohu, novodobí boháči z finančních kruhů (především bankéři a finančníci) si vybírali francouzský renesanční sloh.

### Sídlo
Baron Ferdinand de Rothschild si přál rezidenci ve slohu nádherných renezančních zámků z údolí Loiry. Vybral si architekta Gabriela-Hipolyta Alexandra Destailleura, který měl zkušenosti z oprav zámků v údolí Loiry, zejména Château de Mouchy. Pozemky k výstavbě paláce získal v roce 1874 výhodnou koupí od Johna Spencer-Churchilla, 7. vévody z Marlborough. Pro dopravu materiálu na vrchol kopce, kde měl být vybudován dům, musela být postavena speciální cesta. Návrší, kde dnes stojí zámek, bylo nejdříve vykáceno. Musely být provedeny rozsáhlé terénní úpravy. Zámek byl postaven ve slohu francouzských zámků 16. století (renesance), s importovanými prvky zámků Blois, Maintenon (věže), Chambord (točité schody) a Chaumont. Symetrická dvoupodlažní stavba s vikýři je postavena na půdorysu E, v rozích bočních křídel ve věžích jsou točité schodiště a válcové věže v severovýchodní křídle a v jihozápadním křídle. V roce 1889 byla postavena přístavba malého křídla na jihozápadní straně a v roce 1890 na severovýchodní straně. Fasády jsou zdobené pilastry, římsami a zdobnými pásy. Přízemí má klenutá okna s balustrádou na parapetu a sdružené pilastry. První patro má obdélníková dělená okna s kamenným ostěním a pilastry mezi okny. Střešní část tvoří balustráda z vysokých zdobených váz, vikýře se zdobenými štíty, strmými břidlicovými střechami a vysokými komíny se segmentovým zakončením. Středová vchodová část je zdobena rohovou bosáží, klenutým vchodem mezi dvěma sdruženými sloupy, v prvním patře mezi sdruženými sloupy jsou francouzské dveře. Podkrovní vikýř s volským okem v kartuši má volutový štít zakončen makovicí v podobě vázy.
Ve zdech objektu jsou zazděné ocelové konstrukce, které dovolily originální a nezávislé řešení pokojů v patrech. Vnitřní prostory Waddesdonu byly vystavěny podle francouzských vzorů 18. století, s pokoji vybavenými historickými obklady. Většina dřevěných obkladů pochází historických pařížských domů, které byly zničené v roce 1860 baronem Haussmannem v době přestavby Paříže za vlády Napoleona III. Některé byly zakoupeny od Marechala de Richelieu, jehož dědečkem byl kardinál de Richelieu. Čtyři z obkladů umístěných v Bílém pokoji představovaly roční období, na jiných čtyřech jsou výjevy z historie o Venuši.

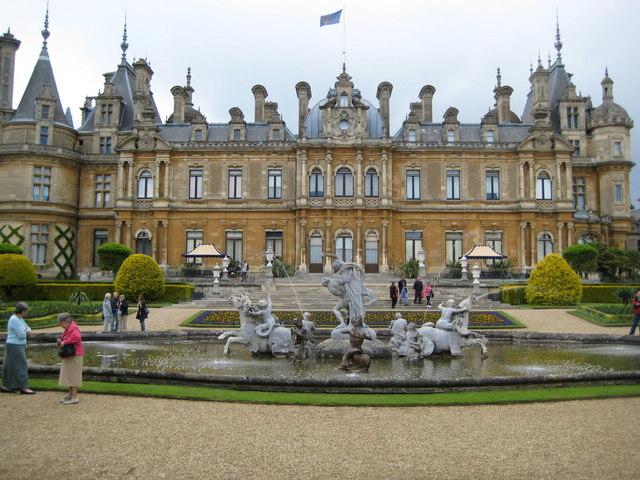
Waddesdon Manor, jižní strana.

Zařízení (výzdoba) Kulečníkového pokoje byla dovezena ze zámku Montmorency, Šedý salon pochází z kláštera Sacre Coeur, dříve Duc de Lauz. Obložení místnosti ve věži nazývané "Tower room" pocházelo z vily, která byla rezidencí slavného generála Beaujona, a tak bychom mohli pokračovat ve výčtu bohatého vnitřního zařízení. V zámku se nacházely poslední moderní vynálezy 19. století. Například nechyběla tekoucí teplá a studena voda v koupelnách, ústřední vytápění, elektrické osvětlení a elektrické zvonky pro přivolání služebnictva.

### Zahrada
Zahradní a parkovou úpravou byl pověřen francouzský krajinářský architekt Elie Lainé. Ten navrhl terasy, výsadbu stromů, keřů a květin, dotvářel veškeré kompozice zahrad. Navrhl, aby na návrší byly přesazeny vzrostlé stromy z jiných míst. K přesazení použil novou metodu. Aby omezil šok stromů při přesazování, ošetřil jejich kořeny chloroformem. Ovšem tato novátorská metoda nebyla moc úspěšná, přesto mnoho vzrostlých stromů bylo úspěšně přesazeno. K přepravě takových to velkých stromů na vrchol kopce bylo zapotřebí až 16 koní. Parková úprava byla doplněna sochami, altánky a voliérami. Proserpina kašna byla dovezena na konci 19. století ze severní Itálie z vévodského paláce (Colorno) v Parmě. Ne úplně se původní záměr zdařil, ale přesto výsledek byl takový, že návrší nabylo pohádkových rozměrů. Zahrady a park kolem Waddesdonu byly považovány za svérázný div a jejich sláva se dostala až ke královně Viktorii, která se nechala pozvat, aby mohla spatřit proslulý park. Ale jak píši kroniky Waddesdonu, královnu spíše zajímalo elektrické osvětlení, které bylo nainstalováno v zámku. Byla fascinována vynálezem, který ještě neviděla a údajně byla schopna deset minut zapínat a vypínat nově elektrifikovaný lustr.

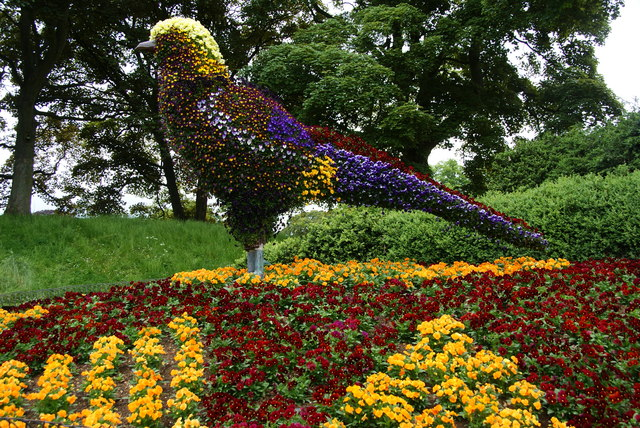
Trojrozměrný květinový pták

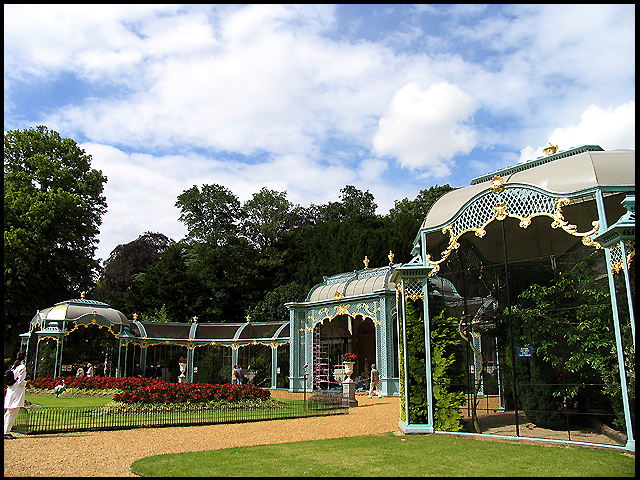
Voliéry

Zahrada růží. V dnešní době jsou lákadlem nejen klasické sochy, ale i trojrozměrné květinové a dřevěné skulptury. Nejčastější květinou je růže (např. růže sivá Rosa glauca, syn. R. rubrifolia), která je vysázená kolem altánků. Samostatná zahrada růží (Rose Garden) má nesčetné množství těchto královských květin ve vzorně upravených záhoncích. Naleznete zde nízkou růži galskou (Rosa gallica Minima), anglickou růži Evelin a další. Růže vyšlechtěné v různých barevných odstínech od tmavě červené až po růžové, přes okrové a žluté až po bílé. Mini růže až po dvoumetrové keře.
Vodní zahrada. Umělé vodní plochy a kanály doplňují scenérií parkových ploch. Vodní zahrada je tvořena systémem vodních kanálů, jezírek, jeskyní a vodopádů. Vhodně doplněné vodními, bahenními rostlinami a vlhkomilnými dřevinami jako jsou olše (Alnus), vrby (Salix) nebo svídy (Cornus) včetně obřích kapradin a voliér s ptactvem.

## Odkaz barona Ferdinanda de Rothschilda
Když byl zámek dostavěn, baron Ferdinand de Rothschild zde instaloval své rozsáhlé sbírky francouzského umění 18. století, tapiserií, porcelánu, nábytku, keramiky a knih, také obrazy anglických a holandských mistrů a další poklady renesance. Díla byla získána pro svou vynikající kvalitu a jemné provedení. Jedním z mimořádných kousků kolekce byl mechanický slon (hudební automat) z roku 1774, který zhotovil francouzský hodinář H. Martinet. Sbírky byly doplněny dalšími majiteli zámku o majoliku, sbírky zbraní a brnění, středověkých rukopisů, grafických listů a kreseb. Sbírky uměleckých předmětů v budově zámku tak volně přechází do zahrad a parků plné soch, altánků a pavilonů a propojují klasickou uměleckou tvorbu s uměním zahradníků.
V roce 1898 baron Ferdinand de Rothschild zemřel. Jeho zámek zdědila nejmladší sestra Alice Charlotte de Rothschild (1847–1922), která během svého života doplnila zámecké sbírky. Renezanční sbírky uměleckých řemesel věnovala Britskému museu (British Museum). V roce 1922 zdědil zámek bratranec James Armand (Jimmy) de Rothschild (1878–1958) syn barona Edmonda Jamese de Rothschilda (1845–1934) z pařížské větve Rothschildů. Jimmy, jak si nechal říkat, doplnil sbírky na Waddesdon Manor především o umělecká díla zděděná po svém otci. Během druhé světové války na Waddesdon Manor byly umístěny děti do pěti let, které byly evakuovány z Londýna. James Armand de Rothschild zemřel v roce 1958. Nemovitost Waddesdon Manor byla závětí odkázána organizaci National Trust, která jej vlastní doposud. V současné době zámek spravuje Jacob Rotschild, čtvrtý baron Rothschild, který obdržel speciální povolení od National Trust k provádění restaurování jako samostatný projekt . To se děje přes Rothschildovu nadaci.

## Současnost
Do sbírek na Waddesdon Manor jsou i nadále získávány umělecké předměty. Konají se zde výstavy a slavnosti. Pro archivní účely, výzkum a studium byl postaven na pozemcích Waddesdon Manor komplex budov Windmil Hill, který byl otevřený v červnu 2011. Projekt (archív) navrhl architekt Stephen Marshall.

### Zajímavosti
- V Waddesdon Manor se nachází archív, který uchovává na 15 000 lahví vín z rothschidovských vinic.[5]

- V roce 2003 byl Waddesdon Manor vykraden. Zmizelo na sto krabiček, tabatěrek a dalších cenností mezi nimi např. předměty, které náležely Marii Antoinettě nebo Madame de Pompadour.

- Natáčel se zde např. film Královna (The Queen ( 2006)), Sherlock Holmes: Hra stínů (Sherlock Holmes: A Game of Shadows (2011)) nebo část televizního seriálu Panství Downton (Downton Abbey (2011)).